# زلوتا ۴۴
زلوتا ۴۴ (انگلیسی: Złota 44) ساختمان مسکونی ۵۲ طبقه مستقر در شهر ورشو، لهستان است، که پروژه ساخت آن در سال ۲۰۰۷ آغاز شد و در سال ۲۰۱۶ به بهره‌برداری رسید.